# Red Hood and the Outlaws

Red Hood and the Outlaws est un comics américain de super-héros publié par DC Comics. La série a été commandée en réponse à la popularité croissante du personnage de Jason Todd, un ancien protégé de Batman qui est devenu un méchant à la suite de sa résurrection. Elle raconte la suite des aventures de Jason en tant que Red Hood, sa quête de rédemption pour ses crimes passés, formant une petite équipe d'anti-héros avec deux de ses compagnons.

## Histoire éditoriale
Red Hood and the Outlaws est lancé en 2011 dans le cadre des New 52, qui est un reboot de la continuité de l'Univers DC, créant un nouveau point de départ pour les nouveaux lecteurs. L'écrivain Scott Lobdell a choisi de rappeler la nature scélérate de Jason pour le premier livre mettant en scène le personnage. Lobdell le met en équipe avec les personnages d'Arsenal (Roy Harper), et Starfire, et installe rétroactivement une longue amitié entre Jason et Roy. Le titre est également une redite de l'histoire de Jason Todd sous une forme simplifiée, et explore sa relation complexe avec son ancien mentor Batman et ses "frères" (et autres Robins) Dick Grayson, Tim Drake, et Damian Wayne. La série a aussi lancé un nouveau costume du Red Hood, le dessin étant basé sur les versions précédentes. Il a son casque de motard classique, mais le symbole du Bat sur sa poitrine place spécifiquement le Red Hood dans les alliés de la Batman Family.
Le premier titre écrit par Lobdell, avec les dessins de Kenneth Rocafort, a globalement reçu des critiques mitigées, en s'attirant particulièrement l'ire des lecteurs pour sa continuité confuse et des accusations pour sa représentation sexiste de Starfire. Pour le volume deux, relancé dans le cadre du DC Rebirth, l'équipe des Outlaws est modifiée afin de refléter la Trinité DC (Superman, Batman et Wonder Woman). Jason y est rejoint par le clone raté de Superman, Bizarro et l'amie et rivale de Wonder Woman, Artémis, une Amazone.

## Volume 1

### Synopsis
Lors d'une de ses missions, Jason échappe de peu à l'explosion d'un sous-marin et s’échoue sur une île des Caraïbes. Il y est recueilli et soigné par une Princesse Koriand'r amnésique qui vit seule sur cette île. Se liant d'amitié avec Starfire, il lui demande son aide quand il découvre que Roy Harper (Arsenal), ancien partenaire alcoolique de Green Arrow, est prisonnier et condamné à mort dans un pays du Moyen-Orient. Le groupe finit par former l'équipe des « Outlaws » et installe leur base sur une île tropicale.
Une ancienne connaissance de Jason, Essence lui apprend que les All Caste, ses anciens professeurs, ont été abattus par un groupe connu sous le nom de Untitled. Souhaitant se venger, Jason mène le trio au quartier général des All Caste dans l'Himalaya...

### Conclusion
En 2015, après des aventures ayant duré 41 numéros, Starfire quitte l'équipe. Les Outlaws sont dissous. Un nouveau titre prend le relais : Red Hood/Arsenal.

## Volume 2

### Synopsis
Après une rencontre choquante avec Batman qui solidifie le statut de méchant de Red Hood, Jason Todd infiltre les réseaux criminels de Gotham City pour les détruire de l'intérieur. En cours de route, il rencontre deux alliés improbables : une guerrière amazone en disgrâce, Artemis et un clone raté de Superman appelé Bizarro...

### Conclusion
À la suite du départ d'Artemis et Bizarro, la série change de nom à partir du no 26 en novembre 2018. Red Hood se retrouvant seul, la série est renommée simplement Red Hood: Outlaw.

## Réception

### Volume 1
Les critiques de Red Hood and the Outlaws ont été négatives, les plaintes étant déposées à l'encontre de Lobdell et Rocafort pour leur interprétation de Starfire. La plupart des critiques n'aimaient pas la façon dont elle a été représentée, bien que cette interprétation ai été défendue.
Jesse Schedeen de IGN.com a fait remarquer que le dessin de Kenneth Rocafort donne à Scott Lobdell l'occasion de mettre l’accent sur le sex-appeal de Starfire : « Elle semble être la seule à avoir été complètement rebooté pour le relaunch ».
Mathew Peterson, de MajorSpoilers.com a déclaré que le « traitement juvénile des questions de sexualité transforme ici l'un des personnages principaux en simple potiche, et dans un livre avec seulement trois personnages, c'est impardonnable ». Il se réfère spécifiquement à la représentation sexualisée de Starfire en tant que « petite amie imaginaire parfaite version poupée d'amour ». Andrew Hunsaker de Craveonline.com dit que l'écrivain Lobdell « a simplement réduit la Princesse Koriand'r de Tamaran (en) en une Real Doll avancée ».
Newsarama (en) inclus Red Hood and the Outlaws dans sa liste des « 10 Pires Titres du DC New 52 / DC YOU ». Oscar Maltby écrit « Toujours explosif, mais rarement cohérent, Red Hood and the Outlaws a été épouvantable, puéril et parfois même gênant ».

### Volume 2
La relance du titre mettant en vedette Red Hood, Artémis et Bizarro reçu des critiques mitigées. Les positives font l'éloge des illustrations, et les négatives visent le récit et les dialogues.

## Publications

### Éditions américaines
Red Hood and the Outlaws Vol. 1
- 1. REDemption, contient Red Hood and the Outlaws no 1-7, 2012
- 2. The Starfire, contient Red Hood and the Outlaws no 8-14, 2013
- 3. Death of the Family, contient Red Hood and the Outlaws no 0, 15-18 ; Teen Titans vol. 4 no 16, Batman vol. 2 no 17, 2013
- 4. League of Assassins, contient Red Hood and the Outlaws no 19-26, Red Hood and the Outlaws Annual no 1, 2014
- 5. The Big Picture, contient Red Hood and the Outlaws no 27-31, DC Universe Presents no 17-18, 2014
- 6. Lost and Found, contient Red Hood and the Outlaws no 32-34, Red Hood and the Outlaws Annual no 2, 2015
- 7. Last Call, contient Red Hood and the Outlaws no 35-40, Red Hood and the Outlaws: Future's End no 1, 2016

Red Hood and the Outlaws Vol. 2
- 1. Dark Trinity, contient Red Hood and the Outlaws 2 no 1-6, Red Hood and the Outlaws: Rebirth no 1, 2017
- 2. Who is Artemis, contient Red Hood and the Outlaws 2 no 7-11, 2017
- 3. Bizarro Reborn, contient Red Hood and the Outlaws 2 no 12-18, Annual no 1, 2018
- 4. Good Night Gotham, contient Red Hood and the Outlaws 2 no 19-25, 2018

### Éditions françaises
La première série est inédite dans les pays francophones.
En 2019, Urban Comics annonce la sortie du premier tome de la seconde série pour le mois d'août. Le deuxième tome, complétant la série, sort en début d'année suivante :
- Tome 1 : Sombre Trinité, contient Red Hood and the Outlaws Rebirth no 1, Red Hood and the Outlaws 2 no 1-11, Red Hood and the Outlaws Annual no 1, août 2019  (ISBN 979-1-0268-1574-7)
- Tome 2 : Bizarro 2.0, contient Red Hood and the Outlaws no 12-25, Red Hood and the Outlaws Annual no 2, février 2020  (ISBN 979-1-0268-1669-0)